# Nemacheilus kullmanni
Nemacheilus kullmanni är en fiskart som först beskrevs av Banarescu, Nalbant och Ladiges, 1975.  Nemacheilus kullmanni ingår i släktet Nemacheilus och familjen grönlingsfiskar. IUCN kategoriserar arten globalt som otillräckligt studerad. Inga underarter finns listade i Catalogue of Life.